# Focus Famille
Focus Famille (anglais : Focus on the Family) (FOTF ou FotF) est une association à but non lucratif chrétienne évangélique qui offre des conseils pour les familles chrétiennes par le biais de magazines et de programmes radios. Son siège se situe à Colorado Springs (Colorado), aux États-Unis.

## Histoire
L'organisation a été fondée en 1977 par le psychologue James Dobson pour protéger les valeurs familiales traditionnelles chrétiennes du libéralisme et supporter les familles. Elle a pour but de promouvoir les valeurs familiales chrétiennes traditionnelles.
En 1991, le siège de Focus Famille déménage à Colorado Springs. En 1998, Focus on the Family a fondé Love Won Out, un ministère pour « ex-gay » qui a été racheté en 2009 par Exodus International.
En 2003, Donald P. Hodel est devenu président. En mars 2005, Hodel part à la retraite et Jim Daly, ancien vice-président chargé de la division internationale de Focus on the Family, assume le rôle de directeur général. En novembre 2008, l'organisation annonce la suppression de 202 postes, représentant dix-huit pour cent de ses effectifs. L'organisation minimise ses actions budgétaires, passant de 160 millions en 2008 à 138 millions de dollars en 2009.
À partir de la fin des années 2000, Dobson se distance de Focus Famille. Ses actions politiques ont pris une ampleur allant au-delà du cadre d'action de l'association, qui cherche alors à radoucir son message pour cibler plus large. En février 2009, Dobson quitte son poste de président du conseil d'administration, remplacé par le lieutenant-général à la retraite Patrick P. Caruana,. En 2010, il enregistre sa dernière émission radio sous la bannière de Focus Famille, émission qui constituait le principal canal d'influence de Focus Famille aux États-Unis (1,5 million d'auditeurs quotidiens). La même année, l'association recrute le joueur de football américain Tim Tebow pour un spot publicitaire diffusé lors de la finale du Super Bowl XLIV.

## Description

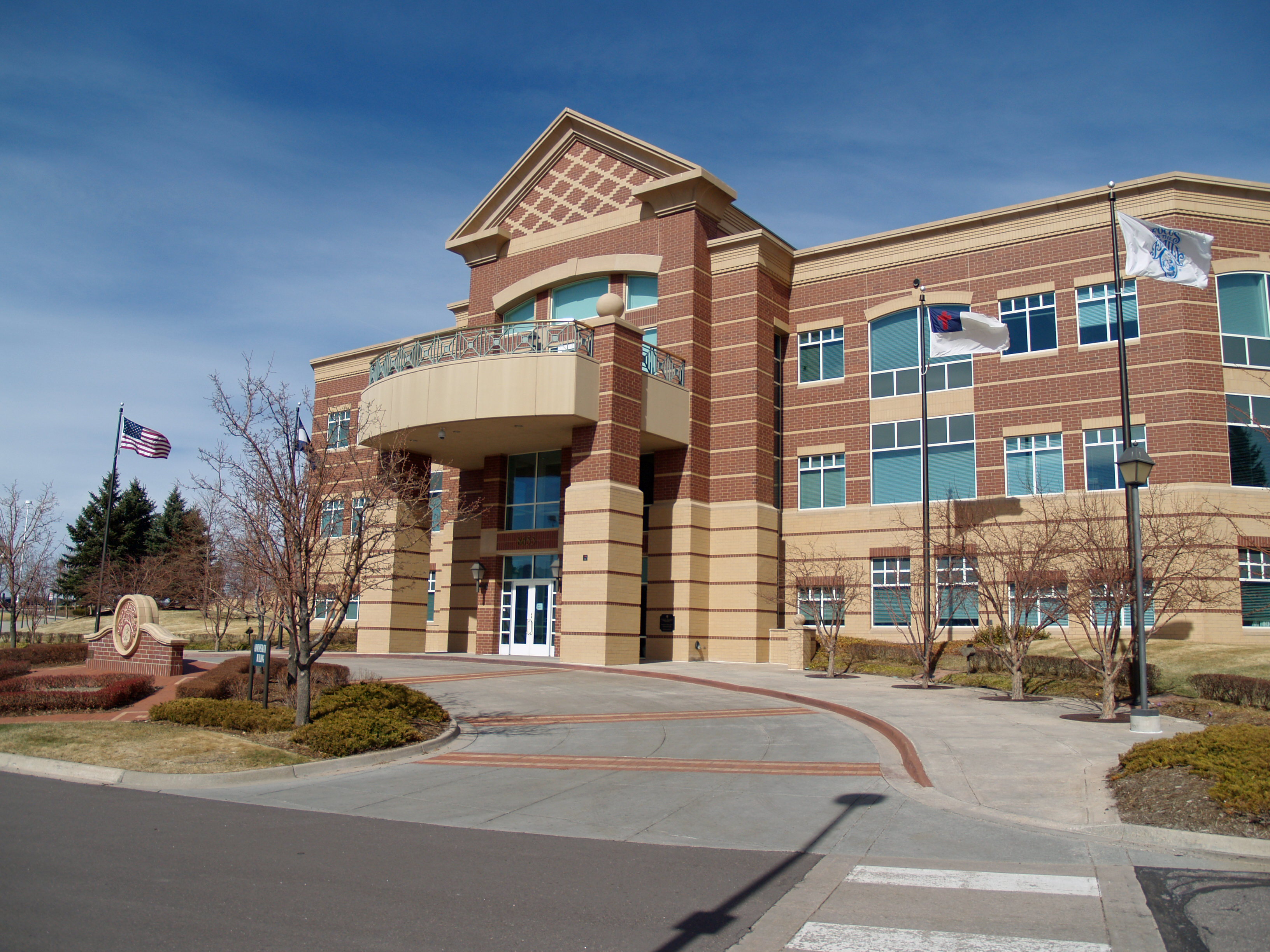
Centre administratif de Focus on the Family à Colorado Springs.

L’organisation Focus Famille croit au mariage chrétien hétérosexuel, à la protection des enfants et à la responsabilité sociale. Elle offre différents programmes pour la famille, comme des ressources de conseils conjugaux, un magazine mensuel, des programmes radios et des programmes d’adoption pour les orphelins,,. En 2023, l’organisation dit avoir des bureaux dans 14 pays et des partenariats dans 98 pays.
L’organisation est membre du Conseil évangélique pour la responsabilité financière.

## Critiques
Dans un rapport de 2005, le Southern Poverty Law Center a placé l'organisation sur sa liste des 12 groupes anti-gay les plus influents des États-Unis, notamment en raison de son opposition au mariage homosexuel. En 2014, l'association Human Rights Campaign publie un communiqué dénonçant les nombreuses campagnes de discrimination homophobe orchestrées par l'association. Selon le pasteur Mark Wingfield, Focus Famille nie l'existence de la transidentité en l'associant à de l'infox.